# Honkasaari (ö i Finland, Södra Savolax, S:t Michel, lat 61,83, long 26,47)
Honkasaari är en ö i Finland. Den ligger i sjön Puula och i kommunen Hirvensalmi i den ekonomiska regionen  S:t Michel och landskapet Södra Savolax, i den södra delen av landet, 200 km norr om huvudstaden Helsingfors. Öns area är 4,4 hektar och dess största längd är 470 meter i nord-sydlig riktning.